# Hans Osel

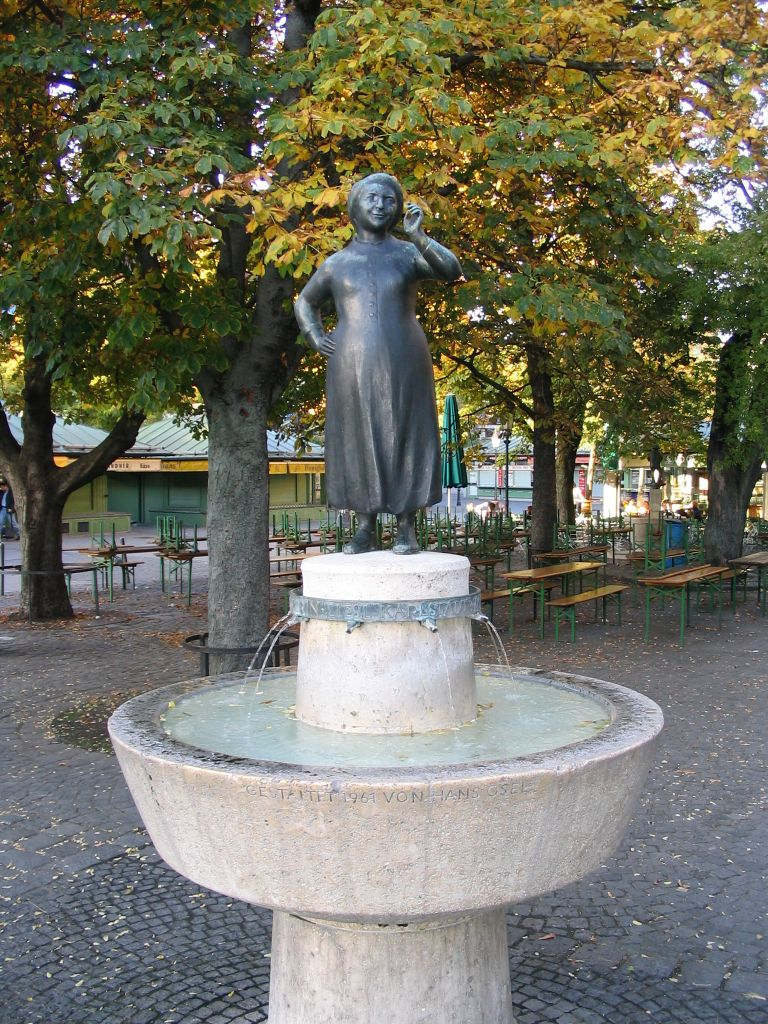
Liesl-Karlstadt-Brunnen

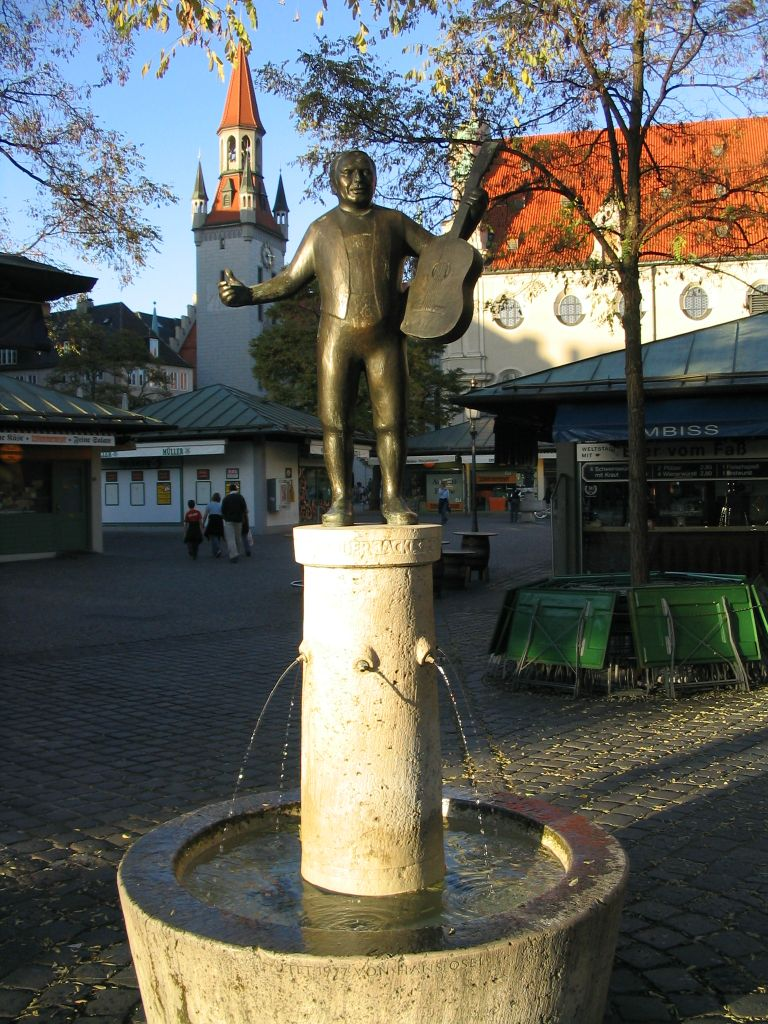
Roider Jackl

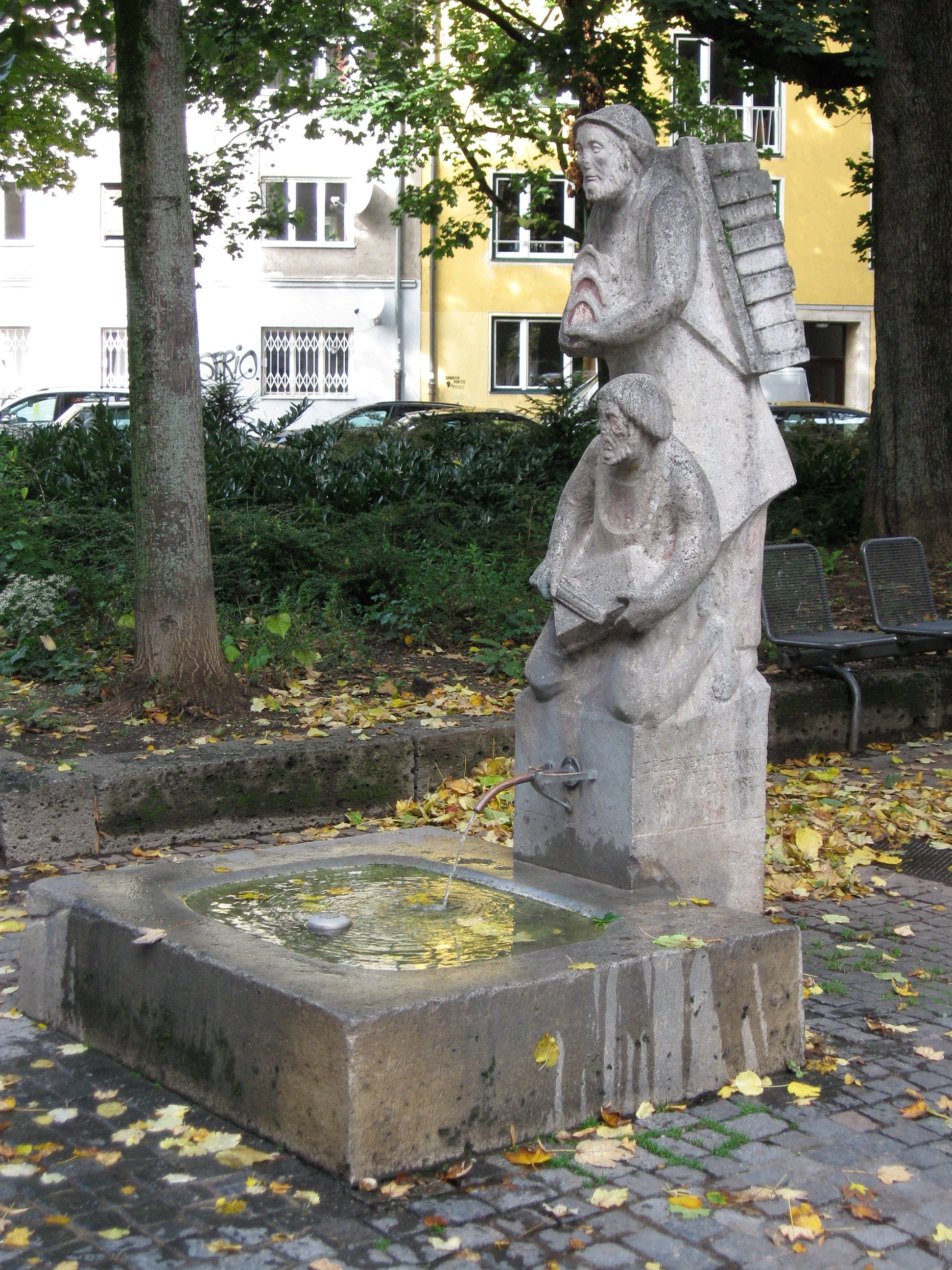
Ziegelbrennerbrunnen, Preysingplatz, München

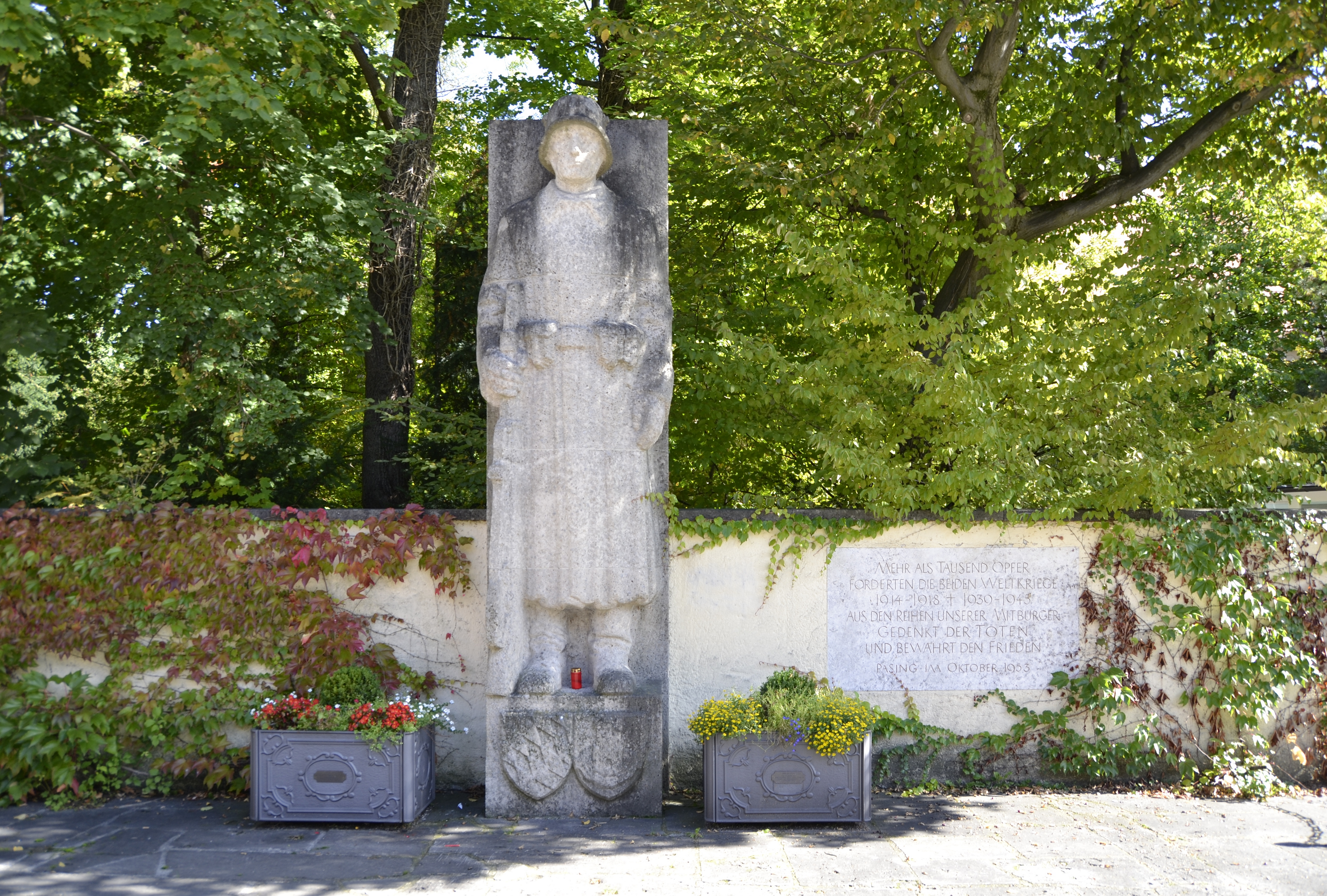
Kriegerdenkmal in Pasing (Bäckerstraße) von 1934.

Hans Osel (* 30. August 1907 in Pasing; † 28. Dezember 1996 in München) war ein deutscher Bildhauer.

## Leben
Hans Osel wurde als Sohn des Reichstagsabgeordneten Heinrich Osel am 30. August 1907 in der damals selbstständigen Stadt Pasing geboren. Nach dem Mord an seinem Vater 1919 änderte sich der Berufsweg des Sohnes grundlegend. Er verließ das Gymnasium und besuchte 1921 bis 1925 die Fachschule für Holzbildhauer in München. Es folgte 1926 bis 1930 ein zehnsemestriges Studium an der Staatsschule für angewandte Kunst. Frühe Wettbewerbserfolge, darunter zwei erste Preise für figürliche Kompositionen im Berliner Harnack-Haus, stellten sich ein. 1931 bis 1938 folgten 13 Semester an der Akademie der Bildenden Künste München bei Professor Karl Killer. Osel gewann viele Akademiewettbewerbe und wurde mit Münchner und internationalen Stipendien ausgezeichnet. 1937 eröffnete er ein eigenes Atelier in der Münchner Tizianstraße, das aber im Zweiten Weltkrieg 1943 zerstört wurde. 30 Plastiken, an die 800 Handzeichnungen und alle Bildhaueruntensilien verbrannten, während Osel in Russland war. 1939 war er zum Kriegsdienst eingezogen worden und kehrte erst am 16. Juni 1945 heim. Zahlreiche Arbeiten von Osel befinden sich im öffentlichen Raum. Seine Arbeiten fertigte er sowohl in Stein wie auch in Bronze, Holz und Glas. Neben seinen Brunnenfiguren arbeitete Osel überwiegend für Kirchen und Klöster in Bayern und Hessen. Mit drei Staatsankäufen wurde sein künstlerisches Schaffen gewürdigt. 
1932 legte Osel die Prüfung für Berufsskilehrer ab. In der Nachkriegszeit gründete er 1948 in Zusammenarbeit mit einem Münchner Sporthaus eine Skischule, die sich unter seiner Leitung zur größten Europas entwickelte und später von Sportscheck übernommen wurde. 23 Jahre war Osel Vorsitzender des Deutschen Skilehrerverbandes, später dessen Ehrenpräsident.
Am 28. Dezember 1996 verstarb Hans Osel in seinem Haus in München-Pasing, am 8. Januar 1997 wurde er auf dem Pasinger Friedhof zu Grabe getragen.

## Auszeichnungen
- 1964 wurde er mit der Olympischen Verdienstmedaille ausgezeichnet
- 1976 wurde er mit dem Bundesverdienstkreuz am Bande durch Bundespräsident Walter Scheel ausgezeichnet
- 1982 erhielt Osel den Pasinger Kunst- und Kulturpreis
- 1985 erhielt er aus der Hand von Bundespräsident Richard von Weizsäcker mit der großen silbernen Plakette der Stiftung Sicherheit im Skilauf ausgezeichnet

## Werke
Zu seinen bekanntesten Werken zählen die aus Marchinger Kalkstein und Bronze gearbeiteten Brunnen der Volkssängerin Liesl Karlstadt und des Roider Jackl auf dem Münchner Viktualienmarkt aus den Jahren 1961 und 1977.
In seiner Heimat, dem Münchener Stadtteil Pasing, stehen das Kriegerdenkmal, der „Hochzeitsbrunnen“ vor dem Pasinger Rathaus und der Fischbrunnen im Hof des Pasinger Viktualienmarkts.